# موس (وایومینگ)
موس (به انگلیسی: Moose) یک منطقهٔ مسکونی در ایالات متحده آمریکا است که در شهرستان تتون، وایومینگ واقع شده‌است.